# سال صفر میلادی
سال صفر میلادی (انگلیسی: 0 A.D.) یک نرم‌افزار آزاد و متن‌باز چندسکویی استراتژیک است که توسط شرکت Wildfire Games توسعه یافته‌است.
در این بازی استراتژیک تاریخی  می‌توان اقوام و تمدن های مختلفی مانند ایران، روم، یونان، مصر و… را  انتخاب کرد؛ هر تمدن، شخصیت های تاریخی ویژه  خود را دارد. مثلا کوروش برای ایران، اسکندر برای مقدونیه و… .
این بازی همچنین امکان بازی تک نفره، چند نفره آفلاین و چند نفره آنلاین را دارد.